# Encentrum mucronatum
Encentrum mucronatum är en hjuldjursart som beskrevs av Wulfert 1936. Encentrum mucronatum ingår i släktet Encentrum och familjen Dicranophoridae. Inga underarter finns listade i Catalogue of Life.